# Гетеродесмічні мінерали
Мінерали гетеродесмічні (від грец. ἕτερος — інший і “десмос” – зв'язка; рос. минералы гетеродесмические, англ. heterodesmic minerals; нім. heterodesmische (anisodesmische) Minerale n pl) – те саме, що мінерали анізодесмічні. Тобто мінерали з різним типом зв’язку між структурними одиницями. 
До них належать галоїди, кисневі сполуки (крім силікатів) і органічні мінерали.